# BMW S 1000 RR
 (mars 2016).
Si vous disposez d'ouvrages ou d'articles de référence ou si vous connaissez des sites web de qualité traitant du thème abordé ici, merci de compléter l'article en donnant les références utiles à sa vérifiabilité et en les liant à la section « Notes et références ».
La S 1000 RR est un modèle de moto sportive de la firme bavaroise BMW.

## Description
Elle possède un moteur quatre cylindres en ligne 4-temps de 999 cm3 affichant une puissance officielle de 193 ch à 13 000 tr/min pour un couple de 11,2 kg m (110 N m) à 9 750 tr/min.
Le cadre est en aluminium, ce qui permet de limiter le poids de la machine à 204 kg (206,5 kg avec l'ABS). Les suspensions sont tirées du catalogue Sachs.
Elle est en mesure de réaliser le 0 à 100 km/h en 3,1 s, le 0 à 200 km/h en 6,9 s et le 0 à 300 km/h en 19,1 s pour une vitesse de pointe (non bridée) supérieure à 300 km/h, ce qui en fait l'une des motos de série les plus rapides du monde.
Elle est entièrement redesignée en 2019 (fin de l'asymétrisme typique des feux avant, moteur, châssis, ligne, etc.).
La version roadster, la S 1000 R sort en 2014.

## Compétition
Elle a été développée dans le but de participer au Championnat du monde de Superbike 2009. Pour pouvoir s'engager dans ce championnat, il faut vendre au moins mille exemplaires de la moto servant de base au modèle de compétition.
Les pilotes officiels BMW du Championnat du monde de Superbike 2010 sont Rubén Xaus et Troy Corser. Pour la saison 2011, les pilotes officiels sont Troy Corser et Leon Haslam.
En 2012, Marco Melandri rejoint BMW au côté de Leon Haslam.

## HP4

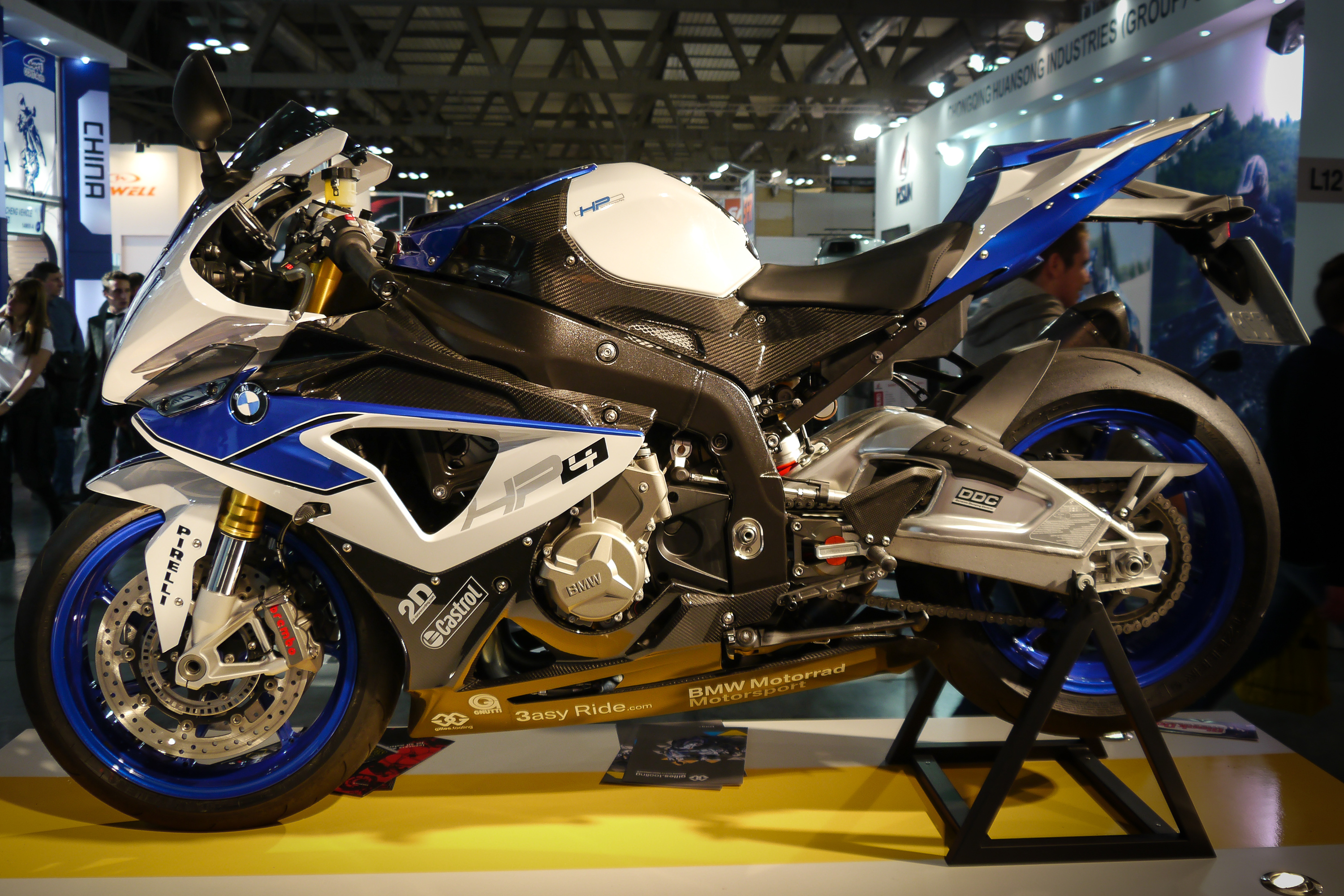
BMW HP4 de 2013.

Par rapport à la S 1000 RR standard, la HP4 (HP pour « Haute Performance ») reçoit, entre autres, une ligne d'échappement Akrapovič en titane, des jantes en alliage léger et un Launch Control d'origine. Mais la plus grosse différence avec le modèle de base se situe au niveau de la suspension. La BMW HP4 est la première moto sportive de série au monde qui bénéficie de la suspension dynamique « DDC » (pour Dynamic Damping Control en anglais). Comme pour la suspension ESA Dynamic (montée par exemple sur les R 1200 RT et R 1200 GS), l'amortissement hydraulique du système DDC s'ajuste en fonction de la vitesse de la course de l'amortisseur.
Au cours d'un comparatif réalisé par le magazine Moto Journal entre les différentes hypersportives, la puissance relevée au vilebrequin est de 208,9 ch pour un poids tous pleins faits mesuré à 200,6 kg, soit un rapport poids/puissance exceptionnel de 0,96 kg/ch.
Au cours de ce même comparatif, la vitesse de pointe de la BMW HP4 a été mesurée à 303,37 km/h sur le circuit Paul-Ricard, devançant ainsi la Kawasaki ZX-10R et la MV Agusta F4 RR.
Lors d'un autre comparatif réalisé par le magazine américain Motor Trend, la BMW HP4 a franchi la barre des 400 m départ arrêté en 9,76 s à la vitesse de 245,3 km/h devançant également toutes ses concurrentes. À titre de comparaison, la Bugatti Veyron Super Sport (forte de 1 200 ch) a été chronométrée par le magazine anglais Autocar en 10,1 s à 238,0 km/h sur le même exercice.

## M1000RR
BMW annonce vouloir déposer le badge M sur ses motos en octobre 2019  et annonce sa M1000RR en Septembre 2020.
La moto est censée servir de base d'homologation pour l'engagement en Championnat du monde de Superbike et intègre de nouveau composants issus de l'experience glanée en compétition. Elle est en outre la première moto BMW à intégrer des appendices aérodynamiques en carbone destinés à la stabiliser à haute vitesse et au freinage.
La machine est présentée en deux finitions ; une de base au prix de 33 270 € (France métropolitaine) et une autre intégrant le pack "compétition" à 37 405 € contenant différents accessoires cosmétiques rendant la moto plus exclusive.
Les changements apportés par rapport à la S1000RR sont conséquents. Differences entre M1000RR et S1000RR  (modele de base, hors pack - "dynamic" ,"race","M","competition"):
Esthétique:
Coloris M. Cadre gravé M.Selle siglée M (Option sur S1000RR).Winglets carbone.Support interieur de Winglet Carbone.Panneau sous tete de fourche carbone.Carter embrayage/alternateur gris argent (marron sur S1000RR).Boucle arriere peinte en noir (marron sur S1000RR).Capot de selle et pack passager (option à choisir sur la S1000RR).
Electronique:
Logo M sur le compteur au demarrage.Poignée chauffante de série (option sur S1000RR).Regulateur de vitesse (option sur la S1000RR).Pit lane limiter (Option sur la S1000RR).Launch control (option sur la S1000RR).Mode pilotage pro personnalisable (PRO)(option sur S1000RR).Controle de frein moteur reglable (PRO) (option sur la S1000RR).Traction controle reglable (PRO) (option sur la S1000RR).Wheeling controle reglable (PRO) (option sur la S1000RR).ABS reglable (PRO) (option sur la S1000RR).Aide au demarrage en cote (PRO) (option sur la S1000RR).Shifter montée/descente (PRO) (option sur la S1000RR).
Moteur:
Culbuteurs plus étroits (6.5mm) et légers (-45grs).taux de compression augmenté 13,5:1 (+0.2).Piston forgées Mahle a 2 segments -12grs (3 segments sur S1000RR). Nouveaux ressorts de soupapes en titane (Acier sur S1000RR)Cornet d'admission plus courts.Chambre de combustion modifiés.Conduit d'admission usinés.Bielles titanes Pankl plus longue/legere (+2mm,-85grs).(Acier sur S1000RR).Ligne titane + echappement Akrapovic en titane (-3.7kgs) (option séparé sur la S1000RR).Couronne transmission 46 dents.Final 17/46 (17/45 sur S1000RR).212Ch à 14500 tr/min (207ch a 13500 S1000RR).Vitesse max annoncée +7km/h.
Chassis et partie cycle:
Bras oscillant (+11.7mm) et réglable sur 5 positions (Reglage disponible en option sur la S1000RR). Jantes carbone (-1.7kgs).( Option sur S1000RR).Tés de fourche superieur/inferieur taillé masse Gilles Tooling (-20.grs).Angle de colonne plus ouvert (+0.5°). Etrier Nissin SBK anodisés bleu -60grs (Hayes sur S1000RR). Etrier arriere Nissin SBK sous axe de roue pour changment rapide.Plaquette de frein M (option sur la S1000RR).Support étrier arriere taillé masse Gilles Tooling.Disque de frein plus epais (+0.5mm).Bulle plus haute.Amortisseur full floater pro avec nouvelle tige de reglage(-9.5mm) avec pas de 1mm.Hauteur de selle +8mm et reglable (option sur la S1000RR).Chasse + 5.9mm.Empattement + 0.6mm.Largeur + 2mm.Hauteur totale +46mm.Pneu Dunlop Sportsmart TT.Arriere 200/55 (Bridgstone S21. 190/55 sur S1000RR).Batterie lithium Ion (Option sur la S1000RR).
Prix en 2021: 33270€ ( prix S1000RR 19200€)

## Galerie

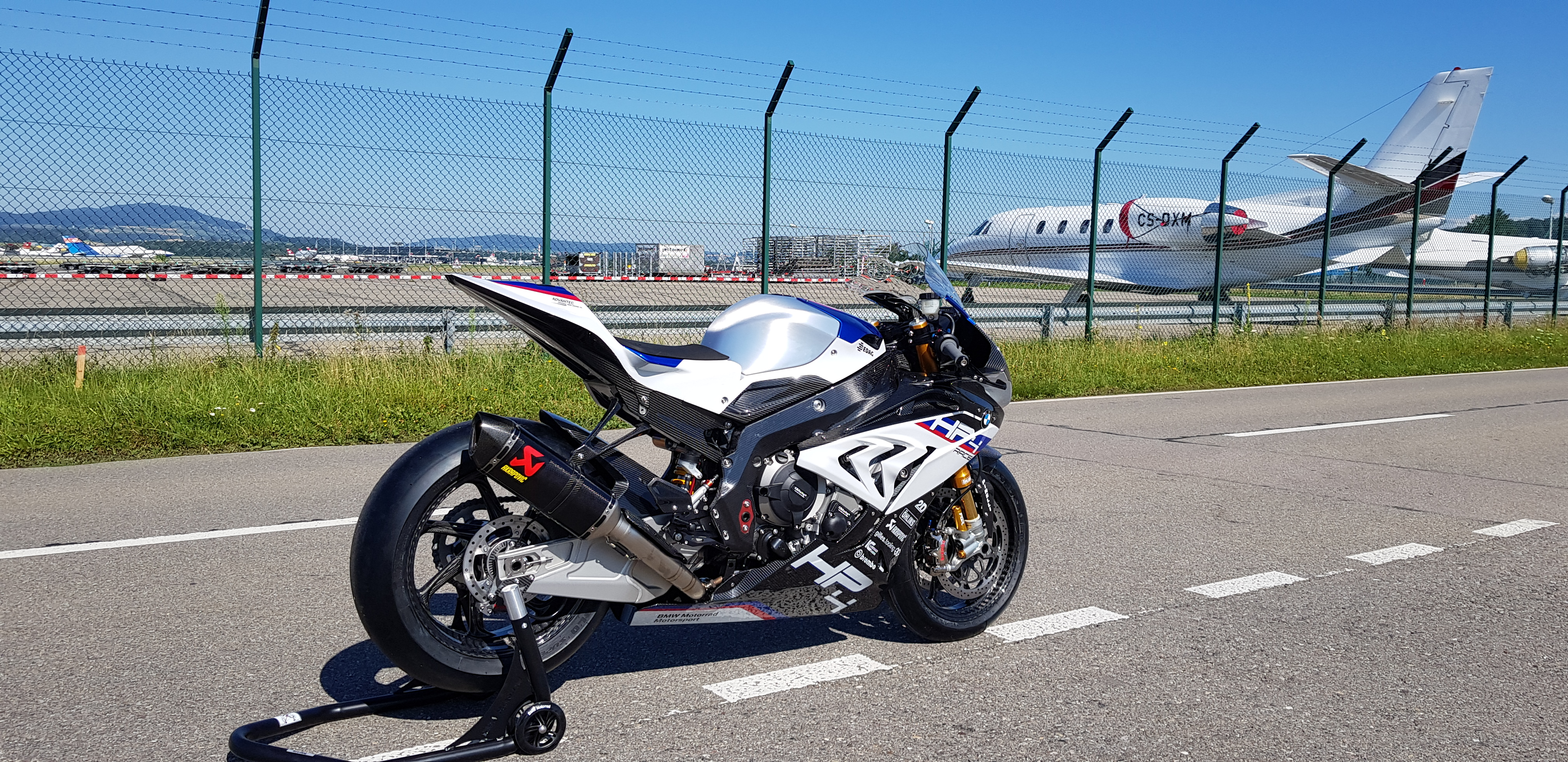
BMW HP4 Race de 2019.
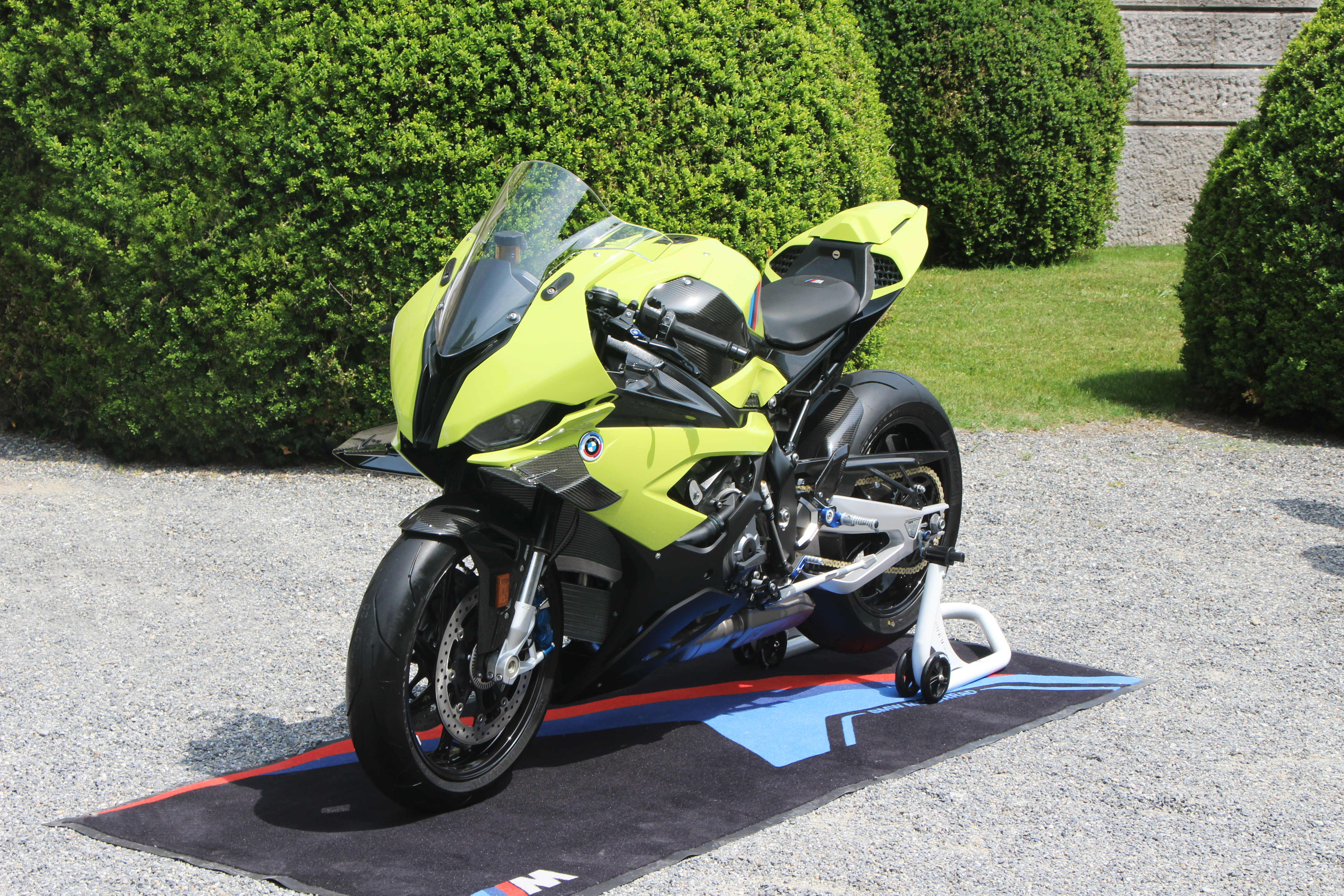
M 1000 RR 50 YEARS M ÉDITION 2022